# Димитър Владимиров
Димитър Владимиров Николов е български разузнавач и офицер, генерал-лейтенант.

## Биография
Роден е на 15 юни 1949 г. в трънско село Главановци. Завършва 132-ро спортно училище в София. По-късно учи в техникума по радио и телевизия „Попов“. През 1973 г. завършва Икономическия институт със специалност икономика на машиностроенето. Учи в Школата за запасни офицери в Плевен. Работил е в Завода за електропреобразователи. Кандидаства в МВР и изкарва курс в школата на МВР в Симеоново, където завършва като първенец на випуска. От 26 януари 1976 г. е разузнавач III степен. През 1981 г. става началник на група, а от следващата година е заместник-началник на отделение. От 29 декември 1982 е изпратен на 3 месечен курс в школата на КГБ в Ленинград. На 23 август 1985 г. е определен за началник на отделение. От 1989 г. е главен инспектор. В края на 1989 г. става служител на УБО. Генерал-майор от септември 1992 г. В периода 21 февруари 1992 г. – 5 юни 2004 е началник на Национална служба за охрана.
На 7 юли 2000 г. е удостоен с висше военно звание генерал-майор. На 6 юни 2002 г. е удостоен с висше военно звание генерал-лейтенант. На 5 юни 2004 г. е освободен от длъжността началник на Националната служба за охрана при Президента на Република България и от кадрова военна служба. През 2010 г. е установено, че е бил служител на II отдел на Държавна сигурност и на Пето главно управление (УБО).
Семеен, с две деца – син и дъщеря